# HAM-160

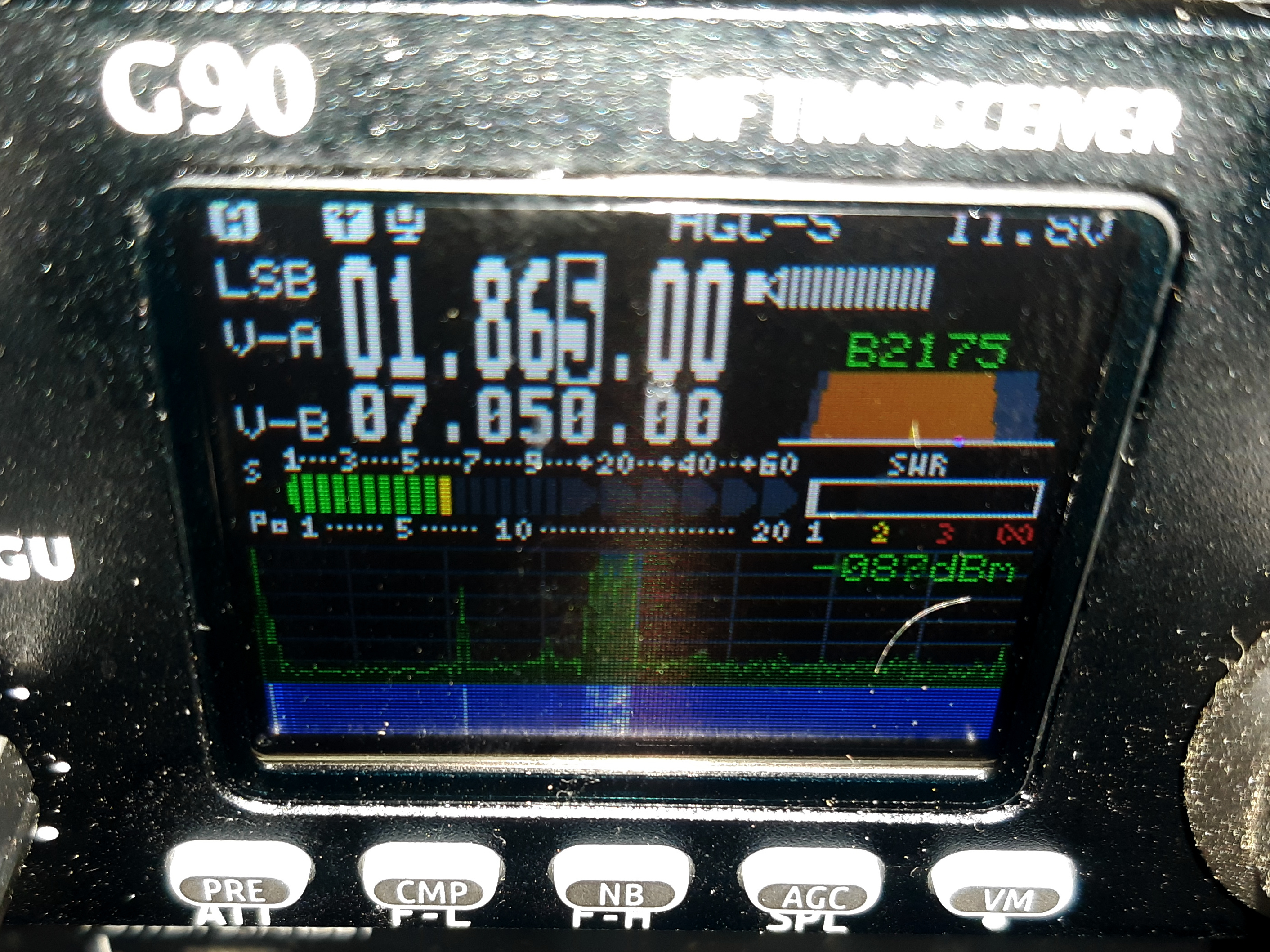
XIEGU G90 160 m-es amatőrsávon

A 160 m-es amatőrsáv a középhullámú tartományban lévő, rádióamatőrök számára kijelölt sáv. A kijelölt frekvenciatartomány: 1810 - 2000 kHz.

## Terjedési sajátosságai[1]
A 160m-es amatőrsáv a középhullámú rádiófrekvenciás tartományban van, ezért a középhullámokra jellemző terjedési tulajdonságai vannak:
- terjed felületi hullámok formájában, de jóval nagyobb csillapítással, mint a hosszúhullámok
- napnyugta után térhullámok és NVIS útján is terjed
- nappal nincs térhullámok általi terjedés, csak erősen csillapított felületi hullámterjedés van.

A térhullámok útján történő terjedés ezen a sávon elég szeszélyes, előfordul, hogy nagyobb teljesítménnyel sem lehet összeköttetést létesíteni, de olyan időszakok is vannak, amikor kis teljesítménnyel is jó minőségű összeköttetés valósítható meg. Az elhalkulás általában a nyári hónapokban fordul elő, de nem előrejelezhető.

## A 160 m-es amatőrsávra vonatkozó nemzetközisávterv[2]
| 1. Körzet | 2. Körzet | 3. Körzet |
| --- | --- | --- |
| 1800 – 1810 kHz - Rádiólokáció                                                                               | 1800 – 1850 kHz - Amatőr rádiózás                                                                                                  | 1800 - 2000 kHz - Amatőr rádiózás - Állandóhelyű rádiószolgálatok - Mozgó, kivéve légi mozgó - Rádiónavigáció - Rádiólokáció 5.97 |
| 1810 – 1850 kHz - Amatőr rádiózás 5.98 5.99 5.100                                                            | 1800 – 1850 kHz - Amatőr rádiózás                                                                                                  | 1800 - 2000 kHz - Amatőr rádiózás - Állandóhelyű rádiószolgálatok - Mozgó, kivéve légi mozgó - Rádiónavigáció - Rádiólokáció 5.97 |
| 1850 – 2000 kHz - Allandóhelyű rádiószolgálatok - Amatőr rádiózás - Mozgó, kivéve légi mozgó 5.92 5.96 5.103 | 1850 – 2000 kHz - Amatőr rádiózás - Állandóhelyű rádiószolgálatok - Mozgó, kivéve légi mozgó - Rádiólokáció - Rádiónavigáció 5.102 | 1800 - 2000 kHz - Amatőr rádiózás - Állandóhelyű rádiószolgálatok - Mozgó, kivéve légi mozgó - Rádiónavigáció - Rádiólokáció 5.97 |

- 5.92 - Az 1. Körzet néhány országa az 1606,5−1625 kHz, 1635−1800 kHz, 1850−2160 kHz, 2194−2300 kHz, 2502−2850 kHz és a 3500−3800 kHz sávban rádiómeghatározó rendszereket működtet a 9.21 Bekezdés szerint megszerzett egyetértéstől függően. Az ezen állomások által kisugárzott átlagteljesítmény nem haladhatja meg az 50 W értéket.
- 5.96 - Németországban, Örményországban, Ausztriában, Azerbajdzsánban, Fehéroroszországban, Horvátországban, Dániában, Észtországban, az Oroszországi Föderációban, Finnországban, Grúziában, Magyarországon, Írországban, Izlandon, Izraelben, Kazahsztánban, Lettországban, Liechtensteinben, Litvániában, Máltán, Moldovában, Norvégiában, Üzbegisztánban, Lengyelországban, Kirgizisztánban, Szlovákiában, a Cseh Köztársaságban, az Egyesült Királyságban, Svédországban, Svájcban, Tádzsikisztánban, Türkmenisztánban és Ukrajnában az 1715−1800 kHz és az 1850−2000 kHz frekvenciasávban az igazgatások összesen legfeljebb 200 kHz sávszélességet feloszthatnak amatőrszolgálatuk számára. Mindazonáltal, amikor ezeken a frekvenciasávokon belül a felosztást végzik amatőrszolgálatuk részére, az igazgatások – a szomszédos országok igazgatásainak előzetes megkeresése után – kötelesek megtenni az esetleg szükséges intézkedéseket annak érdekében, hogy amatőrszolgálatuk más országok állandóhelyű és mozgószolgálatának ne okozzon káros zavarást. Az egyes amatőrállomások átlagteljesítménye nem haladhatja meg a 10 W értéket. (WRC‑15)
- 5.97 - A 3. Körzetben a Loran rendszer az 1850 kHz vagy az 1950 kHz frekvencián úgy működik, hogy az elfoglalt sáv 1825−1875 kHz, illetve 1925−1975 kHz. Más szolgálatok, amelyek számára az 1800−2000 kHz sávot felosztották, bármilyen frekvenciát használhatnak a sávon belül azzal a feltétellel, hogy nem okoznak káros zavarást az 1850 kHz vagy az 1950 kHz frekvencián üzemelő Loran rendszernek.
- 5.98 - Helyettesítő felosztás: Örményországban, Azerbajdzsánban, Fehéroroszországban, Belgiumban, Kamerunban, a Kongói Köztársaságban, Dániában, Egyiptomban, Eritreában, Spanyolországban, Etiópiában, az Oroszországi Föderációban, Grúziában, Görögországban, Olaszországban, Kazahsztánban, Libanonban, Litvániában, a Szíriai Arab Köztársaságban, Kirgizisztánban, Szomáliában, Tádzsikisztánban, Tunéziában, Türkmenisztánban, és Törökországban az 1810-1830 kHz frekvenciasávot elsődleges jelleggel a légi mozgószolgálat kivételével a mozgószolgálat, valamint az állandóhelyű szolgálat számára osztották fel. (WRC‑15)
- 5.99 - Járulékos felosztás: Szaúd-Arábiában, Ausztriában, Irakban, Líbiában, Üzbegisztánban, Szlovákiában, Romániában, Szlovéniában, Csádban és Togóban az 1810−1830 kHz sávot elsődleges jelleggel a légi mozgószolgálat kivételével a mozgószolgálat, valamint az állandóhelyű szolgálat számára is felosztották. (WRC‑12)
- 5.100 - Az 1. Körzetben az 1810−1830 kHz sávnak az amatőrszolgálat általi használata azokban az országokban, amelyek részben vagy egészben az északi szélesség 40. fokától északra helyezkednek el, csak akkor engedélyezhető, ha az 5.98 és az 5.99 Bekezdésben említett országokat megkeresték abból a célból, hogy az amatőrállomások és az 5.98 és az 5.99 Bekezdés szerint üzemelő más szolgálatok állomásai közötti káros zavarások megakadályozásához szükséges intézkedéseket meghatározzák.
- 5.102 - Helyettesítő felosztás: Bolíviában, Chilében, Paraguayban és Peruban az 1850-2000 kHz frekvenciasávot elsődleges jelleggel a légi mozgószolgálat kivételével a mozgószolgálat, az állandóhelyű szolgálat, a rádiólokáció szolgálat és a rádiónavigáció szolgálat számára osztották fel. (WRC‑15)
- 5.103 - Az 1. Körzetben az 1850−2045 kHz, 2194−2498 kHz, 2502−2625 kHz és a 2650−2850 kHz sávban az állandóhelyű és a mozgószolgálat állomásainak szóló frekvenciakijelöléskor az igazgatásoknak tekintetbe kell venniük a tengeri mozgószolgálat különleges igényeit.

## A sávblokk Magyarországon érvényessávterve[3]
| 1800–1810 kHz                   | 1800–1810 kHz | 1800–1810 kHz | 1800–1810 kHz                 | 1800–1810 kHz             | 1800–1810 kHz                       | 1800–1810 kHz                 | 1800–1810 kHz                                 |
| A                               | B             | C             | D                             | E                         | F                                   | G                             | H                                             |
| ------------------------------- | ------------- | ------------- | ----------------------------- | ------------------------- | ----------------------------------- | ----------------------------- | --------------------------------------------- |
| ÁLLANDÓHELYŰ                    | 5.93          | N             | 1                             | K                         | Katonai állandóhelyű rendszerek     | RR 24.1, 24.2 Bekezdés        |                                               |
| FÖLDI MOZGÓ                     | 5.93          | N             | 1                             | K                         | Egyfrekvenciás rendszerek           |                               | 3. melléklet 4.1. pont 3. melléklet 4.2. pont |
| RÁDIÓLOKÁCIÓ                    | NJE           | N             | 1                             | K                         | Katonai rádiólokációs rendszerek    |                               |                                               |
|                                 |               | PN            |                               |                           | SRD                                 |                               | 3. melléklet 9.1. pont                        |
| 3                               | K             | PN            | Rádiómeghatározó alkalmazások | 3. melléklet 9.7.1. pont  |                                     |                               |                                               |
| 3                               | K             | PN            | Vasúti alkalmazások           | 3. melléklet 9.5.1. pont  |                                     |                               |                                               |
| 3                               | K             | PN            | Induktív alkalmazások         | 3. melléklet 9.10.1. pont |                                     |                               |                                               |
| 1810–1850 kHz                   |               |               |                               |                           |                                     |                               |                                               |
| AMATŐR                          | 5.100         | P             | 1                             | K                         | Amatőrrádiózás                      | ECC/REC/(02)01 MSZ EN 301 783 | 3. melléklet 7. pont                          |
|                                 |               | PN            |                               |                           | SRD                                 |                               | 3. melléklet 9.1. pont                        |
| 3                               | K             | PN            | Rádiómeghatározó alkalmazások | 3. melléklet 9.7.1. pont  |                                     |                               |                                               |
| 3                               | K             | PN            | Vasúti alkalmazások           | 3. melléklet 9.5.1. pont  |                                     |                               |                                               |
| 3                               | K             | PN            | Induktív alkalmazások         | 3. melléklet 9.10.1. pont |                                     |                               |                                               |
| 1850–2000 kHz                   |               |               |                               |                           |                                     |                               |                                               |
| ÁLLANDÓHELYŰ                    | 5.103 NJE     | N             | 1                             | K                         | Pont-pont, pont-többpont rendszerek | RR 24.1, 24.2 Bekezdés        |                                               |
| ÁLLANDÓHELYŰ                    | 5.103 NJE     | N             | 1                             | K                         | Katonai állandóhelyű rendszerek     | RR 24.1, 24.2 Bekezdés        |                                               |
| MOZGÓ, a légi mozgó kivételével | 5.103 NJE     | N             | 1                             | K                         | Egyfrekvenciás rendszerek           |                               | 3. melléklet 4.1. pont 3. melléklet 4.2. pont |
| MOZGÓ, a légi mozgó kivételével | 5.103 NJE     | N             | 1                             | K                         | Katonai mozgó rendszerek            |                               | 3. melléklet 4.1. pont 3. melléklet 4.2. pont |
| LÉGI RÁDIÓNAVIGÁCIÓ             | 5.92 RRE      | N             | 1                             | K                         | Légi rádiónavigációs rendszerek     |                               |                                               |
| Amatőr                          | 5.96          | P             | 2                             | K                         | Amatőrrádiózás                      | ECC/REC/(02)01 MSZ EN 301 783 | 3. melléklet 7. pont                          |
|                                 |               | PN            |                               |                           | SRD                                 |                               | 3. melléklet 9.1. pont                        |
| 3                               | K             | PN            | Rádiómeghatározó alkalmazások | 3. melléklet 9.7.1. pont  |                                     |                               |                                               |
| 3                               | K             | PN            | Vasúti alkalmazások           | 3. melléklet 9.5.1. pont  |                                     |                               |                                               |
| 3                               | K             | PN            | Induktív alkalmazások         | 3. melléklet 9.10.1. pont |                                     |                               |                                               |

- Az A oszlop meghatározza az adott sávhoz rendelt egyes rádiószolgálatokat
- A B oszlop meghatározza a vonatkozó lábjegyzetet, a harmonizált katonai sávra
- A C oszlop meghatározza a polgári, a nem polgári vagy az együttes célú használatra történő felosztást. A polgári célú felosztást P, a nem polgári célút N és az együttes célút E jelöli.
- A D oszlop meghatározza az alkalmazás jellegét. Az elsődleges jelleget 1-es, a másodlagos jelleget 2-es, a harmadlagos jelleget 3-as szám jelöli.
- Az E oszlop meghatározza az alkalmazás használatbavételi lehetőségét. A kijelölt kategóriát K, a tervezett kategóriát T jelöli.
- Az F oszlop meghatározza az alkalmazás megnevezését.
- A G oszlop tartalmazza a vonatkozó nemzetközi és hazai dokumentumokra hivatkozásokat
- A H oszlop tartalmazza a frekvenciasávok használata során alkalmazandó további rádióspektrum-gazdálkodási követelményeket és jellemzőket, valamint sávhasználati feltételeket.

## Felosztása[4]
| Frekvenciatartomány (Hz) | Frekvenciatartomány (Hz) | Használható adóteljesítmény (W) | Használható adóteljesítmény (W) | Használható adóteljesítmény (W) | Használható sávszélesség (HZ) | Üzemmód, felhasználás | Engedélyezett adásmód | Engedélyezett adásmód | Engedélyezett adásmód                                                                              |
| kezdete                  | vége                     | Kezdő                           | CEPT                            | HAREC                           | Használható sávszélesség (HZ) | Üzemmód, felhasználás | Kezdő                 | CEPT                  | HAREC                                                                                              |
| ------------------------ | ------------------------ | ------------------------------- | ------------------------------- | ------------------------------- | ----------------------------- | --- | --------------------- | --------------------- | -------------------------------------------------------------------------------------------------- |
| 1810000                  | 1838000                  | 0                               | 200                             | 1500                            | 200                           | - CW - 1836000 CW QRP |                       | A1A                   | A1A                                                                                                |
| 1838000                  | 1840000                  | 0                               | 200                             | 1500                            | 200                           | - CW - 1836000 CW QRP |                       | A1A, A1B, F1D         | A1A, A1B, A1D, F1A, F1B, F1D                                                                       |
| 1840000                  | 1843000                  | 0                               | 200                             | 1500                            | 500                           | - 1836600 WSPR - 1836800 FST4W - 1838000 PSK31 - 1838100 WSPR - 1838500 MFSK16 - 1839000 FST4 - 1839500 JT9, JT65 - 1840000 FT8 - 1840500 JT9 - 1841000 T10 - 1842000 JS8 |                       | A1A, A1B, F1D, J3E    | A1A, A1B, A1D, A2A, A2B, A2D, F1A, F1B, F1D, F2A, F2B, F2D, F3E, F3F, J2A, J2B, J2D, J2E, J3E, R3E |
| 1843000                  | 1850000                  | 0                               | 200                             | 1500                            | 2700                          | LSB, hangcsatornák |                       | A1A, A1B, F1D, J3E    | A1A, A1B, A2A, A2B, F1A, F1B, F2A, F2B, F3E, F3F, J2A, J2B, J2E, J3E, R3E                          |
| 1850000                  | 2000000                  | 0                               | 0                               | 10                              | 2700                          | LSB, hangcsatornák - 1890000 SSTV(A) - 1924000 SSTV(D) |                       |                       | A1A, A1B, A2A, A2B, F1A, F1B, F2A, F2B, F3E, F3F, J2A, J2B, J2E, J3E, R3E                          |

## Gyakorlati felhasználása
A kijelölt tartomány sávszélessége elegendően nagy ahhoz, hogy lehetőség legyen több hangcsatorna kiosztására. A sáv elejét morzejelek (CW), és keskenysávú digitális jelek használatára osztották ki.
Napnyugta után, térhullámok által nagyobb távolságok is áthidalhatók.
A jó hatásfokú sugárzáshoz nagy méretű antennákra van szükség, így csak kevés rádióamatőr tudja kihasználni ennek a sávnak az adottságait.